# Mike Piazza
Michael Joseph Piazza, detto Mike (Norristown, 4 settembre 1968), è un allenatore ed ex giocatore di baseball italoamericano che ha rappresentato l'Italia a livello internazionale; dal 2016 al 2018 è stato azionista e successivamente proprietario del club calcistico italiano della Reggiana.
Fa parte dal 2016 della National Baseball Hall of Fame.
Ha giocato nel ruolo di ricevitore per L.A. Dodgers, Florida Marlins, New York Mets, San Diego Padres e Oakland Athletics.
Viene considerato il miglior ricevitore battitore di tutti i tempi e detiene il record di fuoricampo battuti in carriera da un ricevitore con 396.
Detiene la seconda miglior striscia consecutiva di punti battuti a casa di tutti i tempi (15 partite consecutive con i New York Mets nella stagione 2000) dopo Ray Grimes, 17 incontri nel 1922.
In conseguenza delle sue origini familiari, poté rappresentare l'Italia da giocatore al World Baseball Classic 2006.
A giugno 2016 divenne azionista di maggioranza della Reggiana e, il 1º luglio successivo, ne divenne presidente.

## Carriera

### Giocatore

#### Club
Piazza fu l'ultimo giocatore scelto dai Los Angeles Dodgers nel draft del 1988, al 62º turno. Il suo debutto nella Major League Baseball avvenne il 1º settembre 1992 e in quella stagione collezionò un totale di 21 presenze. Nel 1993 venne eletto rookie dell'anno della National League dopo avere tenuto una media battuta di .318, con 35 fuoricampo e 112 punti battuti a casa (RBI).
La migliore stagione a livello statistico di Piazza fu quella del 1997, quando arrivò secondo nella classifica di MVP della National League dietro a Larry Walker, tenendo una media battuta di .362, battendo 40 fuoricampo e 124 RBI.

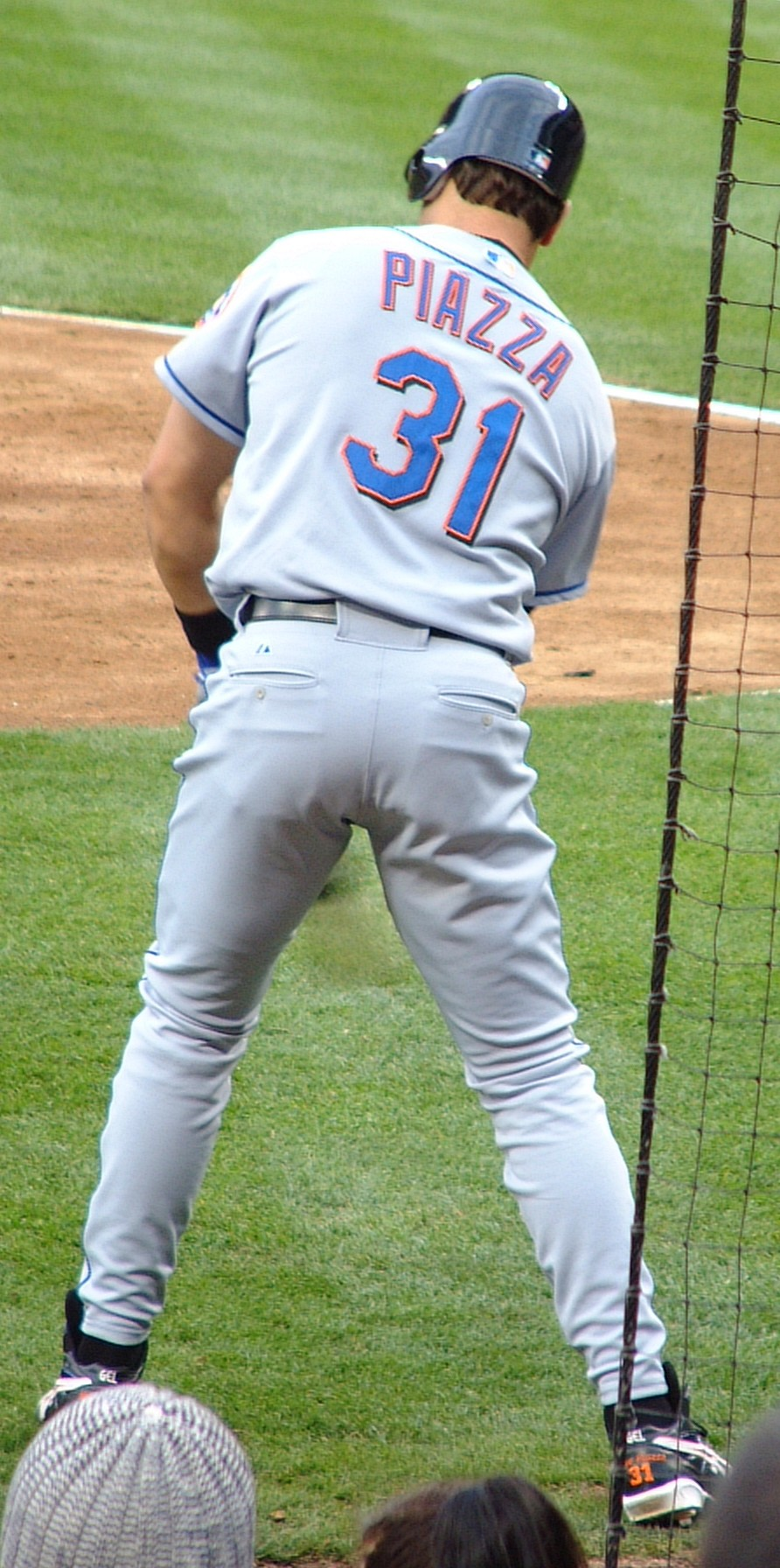
Piazza con la maglia dei Mets.

Dopo sei stagioni a Los Angeles, il 15 maggio 1998 Piazza passò ai Florida Marlins nell'ambito di uno scambio di giocatori che coinvolse anche il suo compagno di squadra Todd Zeille. La sua permanenza in Florida fu brevissima poiché dopo una settimana fu ceduto nell'ambito di un'altra operazione alla squadra dei New York Mets. Con la nuova franchigia disputò sette stagioni, periodo nel quale divenne uno degli idoli della tifoseria dei Mets. Grazie alle sue prestazioni la squadra ottenne risultati di alto livello: nel 1998 mancò la qualificazione ai playoff per una sola gara, mentre vi riuscì nelle due annate successive.
Durante il primo inning della seconda partita delle World Series 2000, che vedeva lottare per il titolo le due squadre newyorkesi, Mets e gli Yankees, Piazza fu protagonista di un episodio particolare: nel battere un lancio effettuato da Roger Clemens la sua mazza si ruppe e un frammento andò a colpire proprio il lanciatore degli Yankees, il quale lo scagliò con rabbia contro lo stesso Piazza provocando quasi una rissa tra i giocatori delle due squadre accorsi al centro del campo per difendere i rispettivi compagni.
Questa reazione eccessiva derivava dal fatto che tra i due giocatori c'era già stato, nel corso della stessa stagione, un incidente quando durante una partita di campionato un lancio di Clemens colpì Piazza alla testa provocandogli un infortunio che lo costrinse a saltare l'All-Star Game.
Nel 2004, a causa del peggioramento delle condizioni delle sue ginocchia, Piazza giocò una parte della stagione nel ruolo di prima base, ma questo esperimento fu abbandonato ancor prima del termine dell'annata a causa della scarsa capacità difensiva del giocatore in tale ruolo.
Il 5 maggio 2004, Piazza realizzò il suo 352º fuoricampo in carriera superando il record di Carlton Fisk e diventando il ricevitore ad aver colpito il maggior numero di home run della storia della MLB.
Il 2 ottobre 2005 Piazza divenne un free agent poiché i Mets non rinnovarono il suo contratto. Nel gennaio del 2006 accettò la proposta dei San Diego Padres che gli offrirono un contratto annuale. La stagione fu positiva per lui e per la squadra: Piazza la concluse con una media battuta di .283 e battendo 22 fuoricampo, aiutando i Padres a vincere il titolo della loro division, la National League West.
L'8 dicembre 2006 Piazza firmò, in qualità di free agent, un nuovo contratto con gli Oakland Athletics. Il 25 luglio dello stesso anno, durante il nono inning dell'incontro disputato all'Angel Stadium di Los Angeles tra i suoi A's e i padroni di casa dei Los Angeles Angels of Anaheim, fu colpito da una bottiglia d'acqua lanciata da un tifoso. Il giocatore indicò con la mazza la tribuna dello stadio e gli agenti della sicurezza interna dell'impianto arrestarono il responsabile, che fu in seguito condannato a 30 giorni di carcere e a 3 anni di libertà vigilata.
Non riuscendo a trovare un ingaggio per la stagione 2008, il 20 maggio di quell'anno il giocatore annunciò il suo ritiro.

#### Nazionale
Vanta tre presenze nella Nazionale di baseball dell'Italia, con cui ha disputato il World Baseball Classic 2006.

### Allenatore
Piazza entrò a far parte dello staff tecnico della nazionale italiana nel 2009 in occasione del World Baseball Classic di quell'anno.
In quel periodo, con gli azzurri vinse due campionati europei di baseball, nel 2010 e nel 2012, mantenendo il ruolo di coach nello staff dell'allora CT Marco Mazzieri fino al World Baseball Classic 2013.
Il 13 novembre 2019 venne ufficializzato come sostituto del dimissionario Gilberto Gerali come nuovo CT di una nazionale italiana che era reduce dal mancato raggiungimento della qualificazione per le Olimpiadi di Tokyo 2020. Il primo evento maggiore in cui guidò la selezione azzurra furono gli Europei 2021, che si svolsero in Piemonte e che videro l'Italia piazzarsi al terzo posto.

## Ingaggio
Durante la stagione 2005 Piazza fu il nono giocatore più pagato della MLB con un ingaggio di circa 16 milioni di dollari. Nel 2006 passò ai San Diego Padres firmando un contratto annuale del valore di 2 milioni. Quando gli Oakland Athletics lo ingaggiarono per giocare come battitore designato firmò un contratto di circa 8,5 milioni.

## Palmarès
- MLB All-Star: 12

1993–2002, 2004, 2005
- MVP dell'All-Star Game: 1

1996
- Silver Slugger Award: 10

1993–2002
- Rookie dell'anno della National League - 1993
- Numero 31 ritirato dai New York Mets

## Statistiche
| Stagione        | Squadra             | G    | R    | H    | TB   | 2B  | 3B | HR  | RBI  | AVG  |
| --------------- | ------------------- | ---- | ---- | ---- | ---- | --- | -- | --- | ---- | ---- |
| 1992            | Los Angeles Dodgers | 21   | 5    | 16   | 22   | 3   | 0  | 1   | 7    | .232 |
| 1993            | Los Angeles Dodgers | 149  | 81   | 174  | 307  | 24  | 2  | 35  | 112  | .318 |
| 1994            | Los Angeles Dodgers | 107  | 64   | 129  | 219  | 18  | 0  | 24  | 92   | .319 |
| 1995            | Los Angeles Dodgers | 112  | 82   | 150  | 263  | 17  | 0  | 32  | 93   | .346 |
| 1996            | Los Angeles Dodgers | 148  | 87   | 184  | 308  | 16  | 0  | 36  | 105  | .336 |
| 1997            | Los Angeles Dodgers | 152  | 104  | 201  | 355  | 32  | 1  | 40  | 124  | .362 |
| 1998            | Los Angeles Dodgers | 37   | 20   | 42   | 74   | 5   | 0  | 9   | 30   | .282 |
| 1998            | Florida Marlins     | 5    | 1    | 5    | 7    | 0   | 1  | 0   | 5    | .278 |
| 1998            | New York Mets       | 109  | 67   | 137  | 239  | 33  | 0  | 23  | 76   | .348 |
| 1999            | New York Mets       | 141  | 100  | 162  | 307  | 25  | 0  | 40  | 124  | .303 |
| 2000            | New York Mets       | 136  | 90   | 156  | 296  | 26  | 0  | 38  | 113  | .324 |
| 2001            | New York Mets       | 141  | 81   | 151  | 288  | 29  | 0  | 36  | 94   | .300 |
| 2002            | New York Mets       | 135  | 69   | 134  | 260  | 23  | 2  | 33  | 98   | .280 |
| 2003            | New York Mets       | 68   | 37   | 67   | 113  | 13  | 0  | 11  | 34   | .286 |
| 2004            | New York Mets       | 129  | 47   | 121  | 202  | 21  | 0  | 20  | 54   | .266 |
| 2005            | New York Mets       | 113  | 41   | 100  | 180  | 23  | 0  | 19  | 62   | .251 |
| 2006            | San Diego Padres    | 126  | 39   | 113  | 200  | 19  | 1  | 22  | 68   | .283 |
| 2007            | Oakland Athletics   | 83   | 33   | 85   | 128  | 17  | 1  | 8   | 44   | .275 |
| TOTALE CARRIERA | TOTALE CARRIERA     | 1912 | 1048 | 2127 | 3768 | 344 | 8  | 427 | 1335 | .308 |

G = partite giocate, R = punti segnati, H = valide, TB = basi totali, 2B = doppio, 3B = tripli, HR = fuoricampo, RBI = punti battuti a casa, AVG = media battuta

## Vita privata
Il 29 gennaio 2005 sposò la playmate di Playboy Alicia Rickter (Miss ottobre 1995), con cui ha avuto tre figli, Nicoletta, Paulina e Mike; è titolare di una catena di concessionarie di automobili, la Piazza auto group, nella zona di Filadelfia.

## Nella cultura di massa
- Mike Piazza è tifoso della squadra di calcio italiana del Palermo. Il 7 giugno 2011 è stato in visita a Palermo ed ha ricevuto in regalo da Guglielmo Miccichè, vicepresidente del club, una maglia del Palermo con il numero 31 (numero storico dell'ex giocatore di baseball) con il suo nome.[12]
- Mike Piazza ha fatto un cameo nel cartone animato Le nuove avventure di Scooby Doo, nell'episodio Il fantasma del baseball.
- A Piazza è dedicata la canzone della band scozzese Belle and Sebastian Piazza, New York Catcher, contenuta nell'album Dear Catastrophe Waitress.[13]